# Manifest 343 cour
Manifest 343 či (podle francouzského Manifest de 343 salopes) manifest 343 cour či běhen či prohnilých ženštin byla petice, která se objevila 5. dubna 1971 ve francouzském deníku Le Nouvel Observateur ve snaze podpořit právo na interrupci.

## Situace
Ve Francii byly zákonem z roku 1920 potraty zakázány. Kolem roku 1968 nastala vlna liberalismu a žádostí o změnu příslušného zákona. Feministky si tento cíl berou za jeden ze svých hlavních úkolů. Zákonem z 26. listopadu 1974 byly interrupce povoleny za jistých podmínek. Definitivně povoleny byly v roce 1980.

## Text Manifestu
Ve Francii každý rok potratí milion žen. Dělají to za nebezpečných podmínek kvůli ilegalitě, ke které jsou odsouzeny, ačkoli tato operace, provedená pod lékařským dozorem, je jednou z nejsnadnějších. O těchto ženách se mlčí. Prohlašuji, že jsem jednou z nich. Prohlašuji, že jsem potratila. Stejným způsobem, jakým se dožadujeme antikoncepčních prostředků, dožadujeme se svobodné interrupce. 
(Následují podpisy 343 žen, mezi nimi: Françoise d'Eaubonne, Simone de Beauvoir, Christine Delphy, Catherine Deneuve, Marguerite Duras, Brigitte Fontaine, Bernadette Lafont, Gisèle Halimi, Violette Leduc, Ariane Mnouchkine, Jeanne Moreau, Marie-France Pisier, Françoise Sagan, Delphine Seyrig, Agnès Varda, Marina Vlady, Monique Wittig atd.